# Pseudomiza eugraphes
Pseudomiza eugraphes är en fjärilsart som beskrevs av Louis Beethoven Prout 1922. Pseudomiza eugraphes ingår i släktet Pseudomiza och familjen mätare. Inga underarter finns listade.